# Marilyn
Marilyn ist ein weiblicher Vorname.

## Herkunft und Bedeutung
Marilyn ist eine Zusammensetzung der englischen Vornamen Mary und Lynn.

## Namensträgerinnen
- Marilyn Bergman (1929–2022), US-amerikanische Komponistin
- Marilyn Black (* 1944), australische Leichtathletin
- Marilyn Bowering (* 1949), Schriftstellerin, Dichterin und Dramatikerin
- Marilyn Burns (1949–2014), US-amerikanische Schauspielerin
- Marilyn Chambers (1952–2009), US-amerikanische Pornodarstellerin
- Marilyn Cochran (* 1950), US-amerikanische Skirennläuferin
- Marilyn Crispell (* 1947), US-amerikanische Jazzpianistin und Komponistin
- Marilyn Douala Bell (* 1957), kamerunisch-französische Sozialökonomin
- Marilyn Eastman (1933–2021), US-amerikanische Schauspielerin
- Marilyn Ferguson (1938–2008), US-amerikanische Schriftstellerin
- Marilyn French (1929–2009), US-amerikanische Schriftstellerin
- Marilyn Hassett (* 1947), US-amerikanische Schauspielerin
- Marilyn Horne (* 1934), US-amerikanische Sängerin
- Marilyn Jess (* 1959), französische Pornodarstellerin
- Marilyn Lerner (* 1957), kanadische Jazzpianistin und Komponistin
- Marilyn Lima (* 1995), französische Schauspielerin
- Marilyn Mazur (* 1955), dänische Jazzmusikerin
- Marilyn Middleton Pollock (* 1947), US-amerikanische Sängerin
- Marilyn Miller (1898–1936), US-amerikanische Tänzerin
- Marilyn Monroe (1926–1962), US-amerikanische Schauspielerin
- Marilyn Musgrave (* 1949), US-amerikanische Politikerin
- Marilyn Neufville (* 1952), jamaikanische Leichtathletin
- Marilyn Okoro (* 1984), britische Leichtathletin
- Marilyn Quayle (* 1949), US-amerikanische Juristin
- Marilyn Schmiege (* 1948), amerikanisch-deutsche Sängerin
- Marilyne Scarselli (* 1978), französische Maskenbildnerin und Friseurin
- Marilyn Scott (Gospelsängerin), US-amerikanische Gospel- und Bluessängerin
- Marilyn Scott (Jazzsängerin) (* 1949), US-amerikanische Jazzsängerin
- Marilyn Strathern (* 1941), britische Anthropologin
- Marilyn Strickland (* 1962), US-amerikanische Politikerin
- Marilyn vos Savant (* 1946), US-amerikanische Kolumnistin und Autorin
- Marilyn Waniek (* 1946), US-amerikanische Lyrikerin, Kinderbuchautorin, Übersetzerin und Literaturwissenschaftlerin
- Marilyn Waring (* 1952), neuseeländische Politikerin und Feministin

## Künstlername
- Marilyn (Sänger) (* 1962), Künstlername des Sängers Peter Robinson
- Marilyn Manson, US-amerikanische Rockband und Pseudonym des Frontmannes Brian Hugh Warner